# Escalade glaciaire

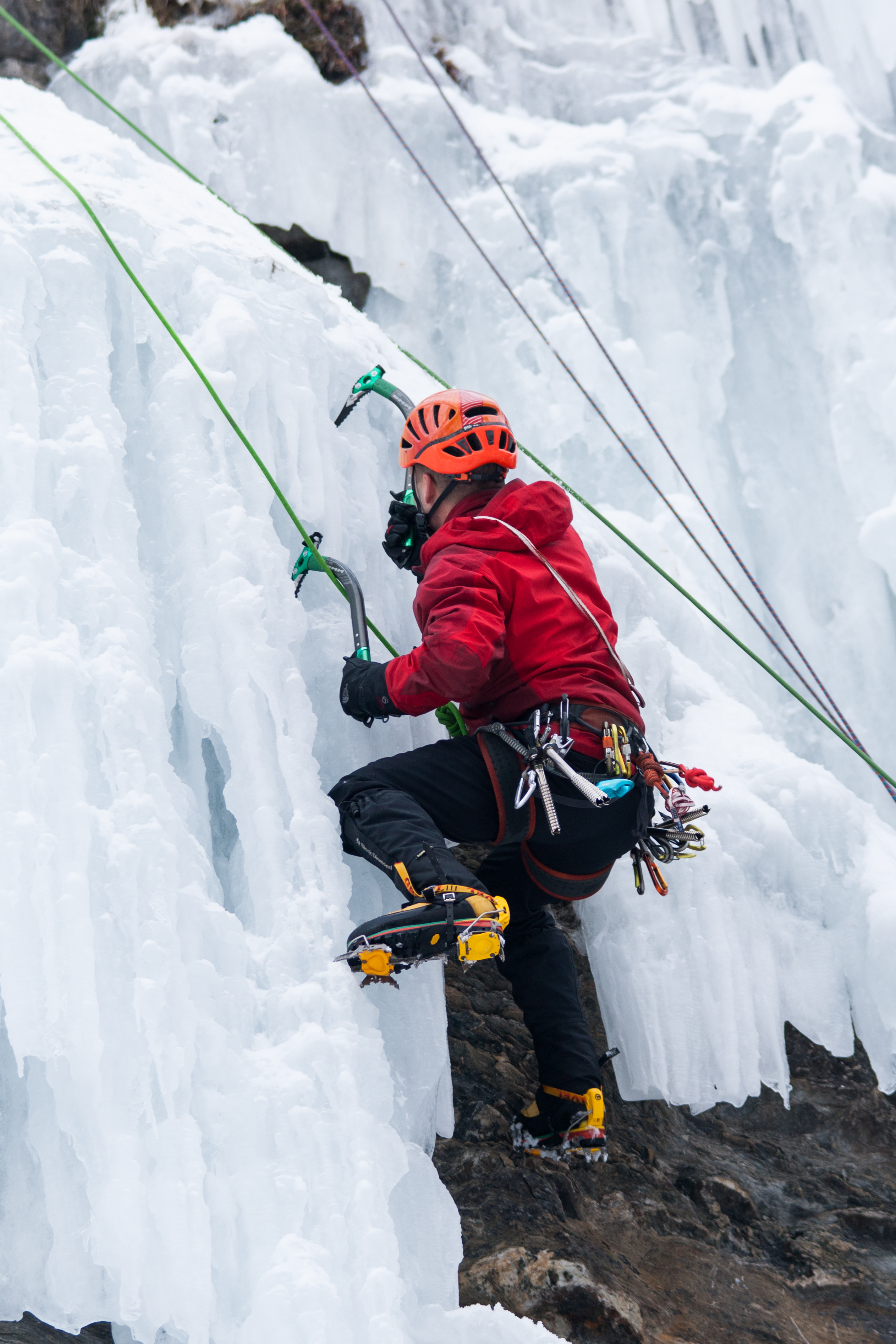
Cascade de glace.

Ne doit pas être confondu avec randonnée glaciaire.
L'escalade glaciaire est une activité sportive de montagne qui constitue, avec l'escalade rocheuse, les deux disciplines  complémentaires relevant de l'alpinisme.

## Historique
Des premières ascensions historiques réalisées essentiellement en neige jusqu'aux disciplines techniques modernes exclusivement en glace, le volet glaciaire de l'alpinisme a connu une évolution permanente en termes de difficulté et de technicité. On note, chronologiquement :
- la course de neige, activité peu technique mais dont la difficulté peut sensiblement évoluer en fonction des conditions, notamment avec l'apparition de passages en glace (face nord de la Tour Ronde[1]) ;
- la course de glace, composante de l'alpinisme et qui consiste à remonter des pentes de glace[2], des couloirs, éventuellement des séracs en haute montagne, été comme hiver ; elle peut avoir recours à l'escalade artificielle en glace[3] ;
- l'escalade mixte, traditionnelle,  qui consiste à évoluer, été comme hiver, dans un environnement en haute montagne constitué de rocher, de verglas, de neige et de glace, typique notamment des faces nord (Eiger, Cervin, Grandes Jorasses) et des goulottes[4] ;
- la cascade de glace, escalade hivernale, parfois mixte, dite « moderne »[5],[6],[7], ou « escalade glaciaire » dans son acception contemporaine, appellation générique qui constitue un abus de langage car elle fait abstraction et relègue au second plan des disciplines historiques qu'elle tend à supplanter par effet de mode et dont elle n'est que l'héritière. Elle est apparue dans les années 1970 et se caractérise par l'escalade de formations et de concrétions glaciaires naturelles ou artificielles (draperie, cigares, stalactites, etc.) parfois non continues[8], nécessitant alors l'emploi de la technique du dry-tooling. C'est aussi une discipline de compétition qui donne lieu à des championnats de France, d'Europe et à une Coupe du monde d'escalade sur glace.

Quelle que soit la discipline, l'assurage en escalade glaciaire est réalisé avec des équipements propres à l'évolution sur rocher et à celle sur glace.
La première compétition connue d'escalade sur glace a été organisée en 1912 sur le glacier de la Brenva à Courmayeur en Italie.
Depuis 2002, la Coupe du monde d'escalade sur glace est organisée par l'Union internationale des associations d'alpinisme (UIAA), qui regroupe 67 pays et représente l'escalade sur glace au niveau international.
En France, depuis le 16 décembre 2022 l'escalade de glace est reconnue comme une discipline sportive à part entière. À cette date, le ministère des Sports a créé une délégation sportive pour cette activité et l'a octroyée à la Fédération française des clubs alpins et de montagne,.

## Description

### Cascade de glace
Les précurseurs donnent naissance à cette activité dans les années 1970. Forts de leur expérience en alpinisme extrême, des alpinistes anglais, écossais et américains se spécialisent dans l'escalade des cascades de glace les plus évidentes des massifs alpins.
La cascade nécessite une solide expérience pour évaluer l'état de la glace, qui évolue en fonction de la température : des températures très froides rendent la glace dure et cassante alors que des températures plus élevées donnent une glace plus humide et friable (« sorbet »). Les variations importantes de température peuvent rendre les cascades dangereuses présentant un risque d'effondrement.
Les parois propices à la cascade ne sont pas toujours recouvertes uniformément de glace. Entre deux concrétions de glace (draperie, stalactite, cigare, etc.), les grimpeurs peuvent évoluer sur le rocher en faisant appel à la technique du dry-tooling.
La cascade de glace peut être pratiquée par les débutants sous la conduite de professionnels de la montagne, notamment sur des structures artificielles.

### Course de glace
La pratique de la course de glace fait l'objet d'un apprentissage qui s'effectue lors de séances d'école de glace, généralement précédées de séances d'école de neige.

## Matériel

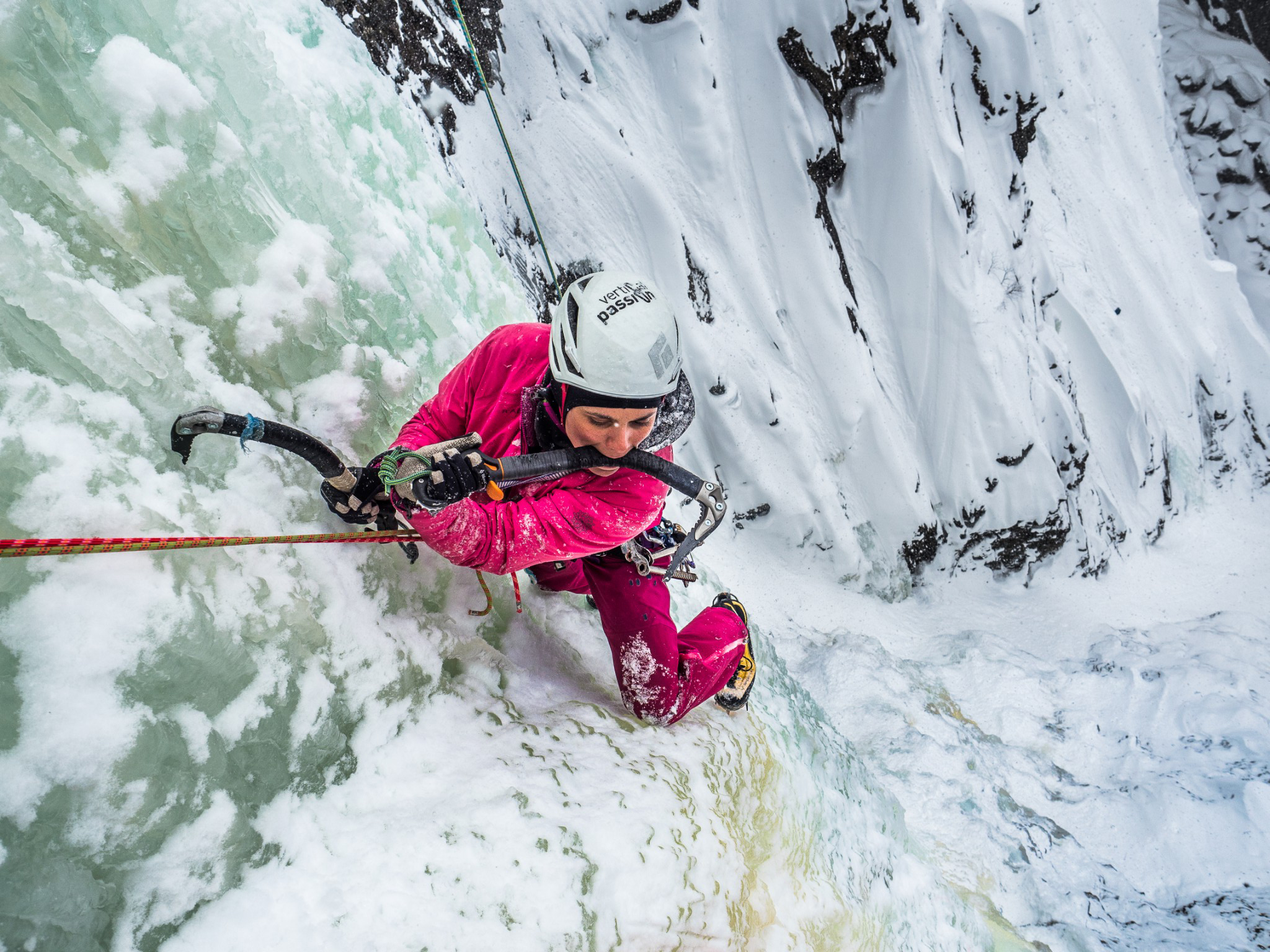
Une alpiniste escaladant une cascade de glace.

Le matériel utilisé est sensiblement identique pour toutes ces disciplines et a beaucoup évolué par rapport à celui utilisé par les premiers glaciairistes. La progression se fait à l'aide de crampons munis de pointes frontales, simples ou doubles, et de piolets qui permettent la technique du piolet-traction et dont la forme est conçue pour aider le grimpeur à évoluer sur des parois de glace verticales (le manche du piolet est courbé et peut comporter deux poignées). Les points d'ancrage utilisés pour l'assurage des grimpeurs sont réalisés par :
- des broches à glace qui se vissent directement dans la glace et sont récupérables. Les différents modèles de broche sont adaptés à la discipline pratiquée (cascade, alpinisme, goulotte) ;
- des pitons, généralement fixés à demeure dans le rocher ;
- des abalakovs, également utilisés pour faire des rappels ;
- des relais triangulés[17].

Des cordes spécifiques ont la particularité d'absorber beaucoup moins d'eau que les cordes de rappel classiques, ce qui leur évite d'être raidies par le gel.

## Cotation

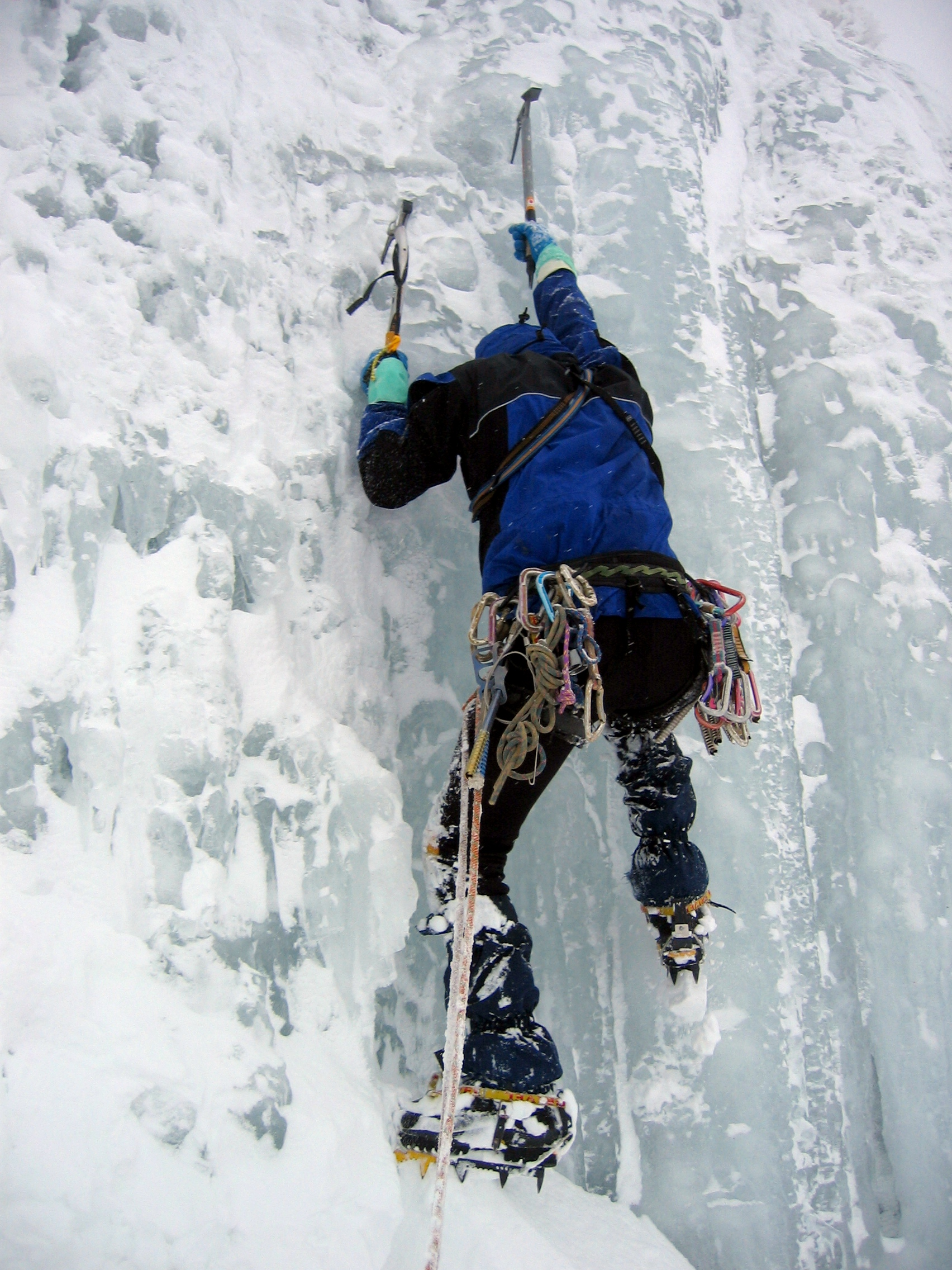
Un alpiniste dans une cascade de glace.

La difficulté des cascades de glace est généralement donnée en utilisant une cotation à double critère : une cotation de la difficulté technique et une cotation de difficulté globale et d'engagement.

### Difficulté technique
Cette cotation prend en compte différents facteurs, dont la pente, la hauteur de la section la plus raide, la configuration de la glace (rideaux, cigare, goulotte) ou encore sa technicité (glace fine ou épaisse, glace vitreuse ou compacte, etc.). Elle est notée de 1 à 7 : 
1. Longs passages à 60°.
2. Passage à 60/70°, mais bonne possibilité d'assurage.
3. Passage à 70/80° généralement en bonne glace. Les parties raides alternent avec de bons emplacements de repos permettant de poser des points d'assurage.
4. Passages à 75/85° présentant parfois une courte section verticale. Glace généralement bonne et possibilité de bons relais.
5. Une longueur soutenue avec grande section à 85/90°, nécessite une bonne aisance technique.
6. Au moins une longueur très soutenue, demande une très grande maîtrise technique. La qualité de la glace peut laisser à désirer, ancrages et protections aléatoires.
7. Franchement dur, maîtrise technique et mental inébranlable sont indispensables.

Note : on peut ajouter +/- à ces valeurs afin de les augmenter/réduire. On peut également compléter par X : risque d'écroulement, R : glace mince, M : section mixte.

### Engagement et exposition
Cette échelle (ou grade) exprime l'engagement, la longueur, l'éloignement, la difficulté d'approche et de descente, la continuité, l'équipement en place, la difficulté à se protéger et les risques objectifs. Elle s'exprime de I à VII : 
- I : Itinéraire court, peu éloigné, descente facile.
- II : Itinéraire plus long ou un peu plus technique, descente demandant parfois de l'attention, peu de dangers objectifs.
- III : Itinéraire long, parfois éloigné, descente délicate, risques objectifs éventuels.
- IV : Itinéraire d'ampleur demandant une bonne expérience de l'alpinisme, approche longue ou descente compliquée, risques objectifs, retraite délicate.
- V : Itinéraire long dans une grande paroi, engagé. La cordée doit posséder un excellent niveau de compétence (choix de l'itinéraire, problème d'assurage, nombreuses longueurs difficiles et soutenues), retraite difficile, descente longue ou difficile, risques objectifs importants.
- VI : Itinéraire sur une grande face pouvant être parcourue en une journée par les meilleurs. Pratiquement que des longueurs dures et soutenues. Conditions rarement bonnes, cheminement compliqué, assurage problématique, retraite aléatoire. Descente longue et difficile. Itinéraire très exposé aux dangers objectifs (séracs).
- VII : Idem, en encore plus dur. Très rarement utilisé.

## Grandes réalisations

### Course de glace
- 1957 : les Écossais Tom Patey, Graeme Nicol et Hammish MacInnes (inventeur d'un des premiers modèles de piolet-traction le Terrordactyl) gravissent le Zero Gully au Ben Nevis
- 1959 : Jimmy Marshall fait le Parallel B gully au Lochnagar et le Smith's Gully au Creag Meagaidh (en). Avec Smith Robin, ils ouvrent au Ben Nevis en utilisant les pointes avant.
- 1965 : Cornuau et Davaille font la première de la face nord des Droites en cinq jours
- 1968 : René Desmaison et Robert Flematti le Linceul aux Grandes Jorasses[18] (60°) en 11 jours, en technique 10 pointes
- 1969 : première solitaire de la face nord des Droites par Reinhold Messner, en 9 heures, avec un piolet et un poignard à glace
- 1971 : face nord du Grand Pilier d'Angle par Walter Cecchinel et Georges Nominé[19]
- 1973 : ascension du couloir nord des Drus par Claude Jager et Walter Cecchinel (entre 57 et 70°) : avec pointes-avant et piolet traction (Condor)[20]
- 1975 : Supercouloir[21] au Mont Blanc du Tacul Patrick Gabarrou et Jean-Marc Boivin
- 1975 : Apparition des lames « banane » (à courbure inversée) avec le Mjollnir de l'américain Forrest[22] et le Chacal du français Simond[23]

### Cascade de glace
- 1977 : Premières cascades de glaces (cascades gelées en hiver) ouvertes en Oisans (France) par les deux frères Verney (Michel et André-Pierre) : cascade de St Claude, cascade des sources…
- 1977 : Overdose (la grande cascade) à Gavarnie  (450 m, 5+/IV) par Dominique Julien, Rainier Munsch, Michel Boulang et Serge Castéran
- 1987 : Visa pour l'Amérique (6/IV) par François Damilano, Godefroy Perroux et Philippe Pibarot (la cascade ne s'est jamais reformé depuis).
- 1992 : La Lyre (550 m 7/VI) par Thierry Renault au cirque du Fer-à-Cheval[24].

### Escalade mixte
- 1984 : Divine Providence au Grand Pilier d'Angle (mont Blanc) (ED4, 7b, A3, V P2), par Patrick Gabarrou et François Marsigny.

## Dans la culture populaire
- Dans le film Alien vs. Predator, Alexa Woods, interprétée par Sanaa Lathan, débute par une escalade glaciaire au Népal[25]. Les scènes ont été tournées dans le massif du Mont-Blanc, notamment celles d'extérieur en rive droite du glacier d'Argentière.